# Patientenfahrdienst
Patientenfahrdienst (Deutschland), Fahrtendienst (Österreich), auch Krankenfahrten oder Patientenfahrten bezeichnet aus gesundheitlichen Gründen notwendige Personenbeförderungen. Mitunter auch nichtqualifizierter Krankentransport genannt, um sie vom „qualifizierten“ Krankentransport abzugrenzen.
Als Nichtqualifiziert gelten sie deshalb, weil die transportierten Patienten während des Transportes weder einer medizinischen Betreuung noch der medizinischen Ausstattung eines Krankenkraftwagens bedürfen. Ist ein Patient nicht gehfähig (z. B. aufgrund einer vorhandenen Grunderkrankung), so muss der Transport sitzend in einem Tragestuhl oder liegend auf einer Trage durchgeführt werden.
Hierfür ist – bei einer sonst nicht notwendigen medizinischen Betreuung während des Transportes – der Patientenfahrdienst das Transportmittel der Wahl.

## Rechtliche Abgrenzung
Der Patientenfahrdienst ist im Gegensatz zum Krankentransport kein Teil des Rettungsdienstes. Die Anbieter von Fahrtendiensten müssen daher nicht die (medizinischen) Auflagen des Rettungsdienstes erfüllen. Diese Dienstleistung fällt vielmehr in den Bereich des regulären Personentransports, genauso das Taxigeschäft und der Behindertenfahrdienst.

So wird (im Regelfall) auch weder auf den Fahrzeugen, noch in der Einsatzzentrale (Telefon) medizinisch geschultes Personal eingesetzt. Um Missverständnissen und Verwechslungen medizinischer Laien vorzubeugen, sind die Betreiber von Patientenfahrdiensten angehalten (meist durch entsprechende Vorgaben der zuständigen Genehmigungsbehörde) eine Verwechslung mit dem Krankentransport zu verhindern. Die unberechtigte Werbung mit dem Begriff „Krankentransport“ kann einen wettbewerbsrechtlichen Verstoß darstellen.
Tritt während eines Transportes ein Notfall ein, muss der Transport abgebrochen, der Rettungsdienst angefordert und der Patient durch das anwesende Fahrpersonal bis zum Eintreffen des Rettungsdienstes versorgt werden. Wegen der geringeren rechtlichen Verpflichtungen können Transporte im Rahmen von Patientenfahrdiensten zumeist günstiger als Krankentransporte angeboten werden, vor allem wegen niedrigerer Personal- und Ausrüstungskosten.

## Faktische Abgrenzung
Bei den Wegen, die die Krankenversicherung nicht als Krankentransport genehmigt, kommen die kostengünstigeren Patientenfahrdienste zum Tragen, sofern Patienten aufgrund ihrer eingeschränkten Mobilität keine öffentlichen Verkehrsmittel benutzen können und keiner fachlichen Betreuung durch Rettungsfachpersonal (zum Beispiel Blutdruckkontrolle, Sauerstoffgabe oder Ähnliches) bedürfen.
Falls Fahrdienstleistungen im Rahmen einer ambulanten Behandlung benötigt werden, ist eine Kostenübernahme nur in besonderen Ausnahmefällen (zum Beispiel Dialyse sowie onkologische Chemo- oder Strahlentherapie bei hoher Behandlungsfrequenz über einen längeren Zeitraum) möglich und wird auch nicht von jeder Krankenkasse angeboten.
Indikationen für einen qualifizierten Krankentransport (im Gegensatz zu einem nichtqualifizierten Krankentransport) sind:
- Patient ist nicht gehfähig und muss liegend transportiert werden
- Patient hat Luftnot und benötigt die Gabe von Sauerstoff durch Nasenbrille oder Maske
- Patient hat eine infektiöse Erkrankungen, die eine medizinische Überwachung oder spezielle Schutzkleidung erforderlich macht
- Patient hat eine Erkrankung, die eine kontinuierliche Überwachung notwendig macht (z. B. Blutdruck, Puls, Sauerstoffsättigung)
- Patient ist verwirrt oder desorientiert und muss beim Transport begleitet werden, um beruhigend auf ihn einzuwirken
- Patient hat eine psychische Krise, die eine fachliche Betreuung während des Transports erforderlich macht
- Patient ist minderjährig und die Begleitung eines Erziehungsberechtigten ist momentan nicht möglich

Alle Patienten, die nicht über eine der oben aufgeführten Kriterien verfügen, sollten mit einem nichtqualifizierten Krankentransport oder mit dem Taxi transportiert werden. Beispiel hierfür sind z. B. Fahrten zur Dialyse, Fahrten zum Facharzt, Fahrten zur Chemo- oder Strahlentherapie oder Fahrten aus dem Krankenhaus nach Hause nach einem stationären Aufenthalt. Auch hier ist eine Kostenübernahme durch die gesetzliche Krankenversicherung möglich, sofern der Transport ärztlich angeordnet und ein Transportschein durch den Arzt ausgestellt wurde.